# Chico Buarque na Itália
Chico Buarque de Hollanda na Itália é o quinto álbum musical do músico brasileiro Chico Buarque. Foi lançado no ano de 1969. O álbum vendeu mais de 200 mil cópias na Itália.

## Faixas
| N.º | Título                   | Compositor(es) | Duração |  |
| 1.  | "Far niente (Bom tempo)" |                |         |  |
| 2.  | "La banda (A Banda)"     |                |         |  |
| 3.  | "Juca"                   |                |         |  |
| 4.  | "Olê, olá"               |                |         |  |
| 5.  | "Rita"                   |                |         |  |
| 6.  | "Non vuoi ascoltar"      |                |         |  |
| 7.  | "Una mia canzone"        |                |         |  |
| 8.  | "C'è più samba"          |                |         |  |
| 9.  | "Maddalena è andata via" |                |         |  |
| 10. | "Carolina"               |                |         |  |
| 11. | "Pedro pedreiro"         |                |         |  |
| 12. | "La TV"                  |                |         |  |